# Bärndorf, Liebenfels
Bärndorf je naselje v Občini Liebenfels v Okraju Šentvid ob Glini na Koroškem v Avstriji.